# Octavian Iliescu
Octavian Iliescu (n. 22 august 1919, Craiova— d. 24 iunie 2009, București) a fost un celebru numismat român, cu o activitate prodigioasă și în medalistică și sigilografie. A avut un rol esențial în clarificarea tabloului emisiunilor monetare ale statelor medievale Țara Românească și Moldova. A descoperit și publicat numeroase tipuri și variante monetare noi.
Octavian Iliescu este, alături de Dimitrie A. Sturdza, Constantin Moisil și Nicolae Docan, unul dintre cei mai de seamă numismați români și europeni. Interesul său științific a acoperit întregul domeniu al numismaticii, de la cea greacă, dacică, celtică, romană, bizantină, medievală balcanică și vest-europeană, islamică, până la cea modernă și contemporană, ca și arta medaliei, dar și al unor domenii surori, cum ar fi heraldica și sigilografia. Deși are contribuții esențiale privind numismatica antică, Octavian Iliescu poate fi considerat ca adevăratul întemeietor al cercetărilor privind numismatica bizantină și islamică în România, multe dintre studiile sale în acest domeniu fiind fundamentale pentru cercetarea modernă a acestor subiecte și sunt citate în marile sinteze occidentale.
Octavian Iliescu a adus o contribuție deosebită în domeniul său favorit, cel al numismaticii medievale românești (muntenești, moldovenești și dobrogene). În acest câmp vast al cercetării a continuat, a extins și mai ales a modernizat studiile începute de Sturdza, Docan, Severeanu și Moisil, aducându-le la nivelul atins de investigațiile savanților europeni ai secolului al XX-lea.
În anul 2003 Octavian Iliescu a fost decorat cu Ordinul "Meritul Cultural" în grad de Ofițer.

## Activitate
Octavian Iliescu a urmat cursurile Colegiului Național "Carol I" din Craiova (seria 1930-1938). Este licențiat în Drept al Universității din București (1942) și înscris ca avocat în Baroul de Ilfov (1942-1948) și apoi în Colegiul Avocaților București (1948-1950). Este cercetător la Institutul de Istorie al Academiei Române din București (1951-1954), apoi pe rând șef al Cabinetului Numismatic din Biblioteca Academiei Române (1954-1978) și cercetător principal la Muzeul Național de Istorie a României (1978-1982).
Este colecționar de monede din 1928; în 1934 ia parte la al II-lea Congres Național de Arheologie și Numismatică de la Craiova. În 1938 este ales membru activ al Societații Numismatice Române și începe o lungă activitate de cercetare în domeniul numismaticii și al istoriei economice. Participă la numeroase manifestări științifice naționale și internaționale.

## Afiliații
- Membru activ (din 1938) al Societății Numismatice Române;
  - Membru de onoare al aceleiași Societăți (din 1999);
  - Președinte de onoare al aceleiași Societăți (din 2008);
- Membru (din 1960) al Societății de Studii Orientale;
- Membru fondator (1962) al Societății Române de Studii Bizantine;
- Membru în Comitetul executiv al Federației Internaționale a Medaliei (1969-1977);
- Membru (din 1970) al Societății de Studii Clasice;
- Membru consilier în Biroul Comisiei Internaționale de Numismatică (1973-1986),
  - Membru de onoare al aceleiași Comisii (din 1991);
- Membru (din 1977) al Societății Regale Numismatice din Londra;
- Membru corespondent (din 1989) al Societății Numismatice Americane din New York;
- Membru (din 1991) al Asociației Oamenilor de Știință din România;
- Membru fondator (1994) al Societății Europene pentru Studiul Mării Negre.

## Publicații
Numărul comunicărilor prezentate de Octavian Iliescu (din 1939) se ridică la cca 300, iar cel al diverselor contribuții publicate (din 1934) la cca 900. Printre cele mai importante lucrări se pot menționa:

### Cărți
- Moneda în România 491-1864, București, Ed.Meridiane, 1970, 64 p. și 45 pl.
- Istoria monetei în România, Ed. Enciclopedică, București, 2002.
- Monetele lui Mircea cel Bătrân, Muzeul Brăilei, Ed. Istros, Brăila, 2008.

### Articole
- Cu privire la problema realizării unui "corpus" al monedelor feudale românești, Studii și materiale de istorie medie (SMIM), 1, 1956, p. 285-323 și 3 pl.
- Emisiunile monetare ale Moldovei în timpul domniei lui Ștefan cel Mare, în: Cultura moldovenească în timpul lui Ștefan cel Mare, București, 1964.
- Emisiuni monetare ale Țării Românești din secolele al XIV-lea și al XV-lea, Studii și Cercetări de Numismatică (SCN), 2, 1958, p. 303-344.
- Ducații Țării Românești cu numele lui Basarab voievod, SCN, 6, 1975, p. 139-152 și 1 pl.
- Ducatul de argint emis de Basarab al II-lea, SCN, 8, 1980.
- Ducați necunoscuți emiși de voievozi ai Țării Românești în secolul al XV-lea, Buletinul Societății Numismatice Române (BSNR), 77-78, 1983-1985, p. 257-289.